# Kisses on the Bottom
Albums de Paul McCartney
Ocean's Kingdom New
(2013)
Singles
Kisses on the Bottom est un album de Paul McCartney en duo avec la pianiste et chanteuse jazz d'origine canadienne Diana Krall et son groupe, paru le 6 février 2012. C'est le quinzième album solo de sa carrière. Ce recueil de chansons du répertoire jazz, un style de musique que Paul McCartney apprécie depuis longtemps, inclus en plus deux compositions inédites de McCartney; My Valentine et Only Our Hearts. 

## Description
Kisses on the Bottom est un album jazz de Paul McCartney produit par Tommy LiPuma et enregistré en collaboration avec Diana Krall. Celle-ci est la conjointe d'Elvis Costello, un autre collaborateur de l'ex-Beatle, qui à précédemment participé à l'écriture de l'album Flowers in the Dirt.
Parmi les musiciens invités, on retrouve Eric Clapton à la guitare sur les chansons My Valentine et Get Yourself Another Fool. Sur Only Our Hearts, il est accompagné de Stevie Wonder à l'harmonica et c'est d'ailleurs la seule pièce sur laquelle Diana Krall ne joue pas; la partition de piano étant de Tamir Hendelman. De plus, le guitariste américain John Pizzarelli joue sur dix des pièces et est accompagné de son père Bucky, aussi à la guitare sur deux d'entre elles, It's Only A Paper Moon et We Three (My Echo, My Shadow And Me). Fait rarissime, à part les pièces Get Yourself Another Fool et The Inch Worm sur lesquelles il joue de la guitare acoustique, McCartney ne fait que chanter.
Quelques titres supplémentaires ont été enregistrées dont The Christmas Song (Chestnuts Roasting On An Open Fire). Cette chanson de Noël a été incluse dans la compilation thématique Holidays Rule (en) parue la même année. 
Durant les répétitions, Paul McCartney a présenté If I Take You Home Tonight, une composition inédite qui n'a finalement pas été retenue. Celle-ci a plu à Diana Krall qui lui a demandé si elle pouvait l'interpréter. Cette ballade a été incluse dans son album Wallflower (en), sorti en 2015.

## Parution
Enregistré à New York, Los Angeles et à Londres, l'album comporte en tout quatorze chansons, mais il existe aussi une version « deluxe », qui comprend un code d'accès pour le téléchargement de deux autres titres; Baby's Request une nouvelle version de cette composition originale tirée de Back to the Egg, le dernier disque des Wings, et le standard My One and Only Love.
Le 9 février 2012, un concert en direct des studios de Capitol Records à Los Angeles est présenté gratuitement en streaming sur Itunes. Ce spectacle a été publié en DVD, Blu-ray et en téléchargement le 12 novembre 2012. Une nouvelle édition intitulée Complete Kisses est publiée en téléchargement le 26 novembre suivant. Elle comprend le concert enregistré aux studios Capitol, le disque original incluant quatre bonus; les deux chansons supplémentaires précédemment disponibles en plus de la chanson The Christmas Song et une autre version de My Valentine avec de nouveaux arrangements signés Johnny Mandel.
Les critiques assez partagées n'empêchent pas l'album d'être un succès puisqu'il atteint la troisième place des charts au Royaume-Uni, la quatrième aux États-Unis et les tops 10 de nombreux pays en Europe, performance remarquable pour un album jazz.

## Vidéoclip
Paul McCartney a lui-même réalisé le clip de My Valentine, chanson qui est dédiée à son épouse, Nancy Shevell. Le clip a été inspiré par sa fille Stella. On voit Natalie Portman et Johnny Depp traduire la chanson avec la langue des signes. Tournées en 35mm avec Wally Pfister (Inception, The Dark Knight) à la cinématographie, trois versions existent: deux avec chacun des acteurs seuls et la dernière, comportant un montage plus élaboré, avec les deux acteurs. Pour les clips avec Depp, celui-ci joue lui-même le solo de guitare, remplaçant la prestation de Clapton.

## Titres
| No  | Titre                                                                   | Auteur                                                 | Durée |
| --- | ----------------------------------------------------------------------- | ------------------------------------------------------ | ----- |
| 1.  | I'm Gonna Sit Right Down and Write Myself a Letter (en)                 | Fred E. Ahlert et Joe Young                            | 2:36  |
| 2.  | Home (When Shadows Fall) (en)                                           | Peter van Steeden, Geoffrey Clarkson et Harry Clarkson | 4:04  |
| 3.  | It's Only a Paper Moon                                                  | Harold Arlen, E. Y. « Yip » Harburg et Billy Rose      | 2:34  |
| 4.  | More I Cannot Wish You (en)                                             | Frank Loesser                                          | 3:03  |
| 5.  | The Glory of Love (en)                                                  | Billy Hill                                             | 3:45  |
| 6.  | We Three (My Echo, My Shadow and Me) (en)                               | Sammy Mysels, Dick Robertson et Nelson Cogane          | 3:21  |
| 7.  | Ac-Cent-Tchu-Ate The Positive                                           | Harold Arlen et Johnny Mercer                          | 2:31  |
| 8.  | My Valentine                                                            | Paul McCartney                                         | 3:14  |
| 9.  | Always (en)                                                             | Irving Berlin                                          | 3:49  |
| 10. | My Very Good Friend the Milkman                                         | Harold Spina et Johnny Burke                           | 3:03  |
| 11. | Bye Bye Blackbird                                                       | Ray Henderson et Mort Dixon                            | 4:25  |
| 12. | Get Yourself Another Fool                                               | Frank A. Haywood et Ernest Monroe Tucker               | 4:42  |
| 13. | The Inch Worm (en)                                                      | Frank Loesser                                          | 3:42  |
| 14. | Only Our Hearts                                                         | Paul McCartney                                         | 4:21  |
| 15. | Baby's Request (Deluxe Edition et Complete Kisses / titre bonus)        | Paul McCartney                                         | 3:30  |
| 16. | My One and Only Love (Deluxe Edition et Complete Kisses / titre bonus)  | Guy Wood et Robert Mellin                              | 3:50  |
| 17. | The Christmas Song (Complete Kisses / titre bonus)                      | Mel Tormé & Robert Wells                               | 3:55  |
| 18. | My Valentine (Complete Kisses / titre bonus avec nouveaux arrangements) | Paul McCartney                                         | 3:24  |

## Personnel
- Paul McCartney : Chant, guitare acoustique sur Get Yourself Another Fool et The Inch Worm, sifflements sur My Very Good Friend the Milkman
- Diana Krall : Piano, arrangements rythmiques sauf sur Only Our Hearts
- Tamir Hendelman : Piano sur Only Our Hearts
- John Pizzarelli : Guitare
- Eric Clapton : Guitare sur My Valentine et Get Yourself Another Fool
- Bucky Pizzarelli : Guitare sur It's Only A Paper Moon et We Three (My Echo, My Shadow And Me)
- Anthony Wilson : Guitare sur The Glory Of Love et My Very Good Friend The Milkman, guitare rythmique sur Get Yourself Another Fool
- John Chiodini : Guitare sur Only Our Hearts
- Robert Hurst : Contrebasse sur (1-4, 6-9, 11, 13)
- John Clayton : Contrebasse sur The Glory Of Love et My Very Good Friend The Milkman
- Christian McBride : Contrebasse sur Get Yourself Another Fool
- Chuck Berghoffer : Contrebasse sur Only Our Hearts
- Karriem Riggins : Batterie
- Jeff Hamilton : Batterie sur The Glory Of Love et My Very Good Friend The Milkman
- Vinnie Colaiuta : Batterie sur Only Our Hearts
- Mike Mainieri : Vibraphone sur Home (When Shadows Fall), More I Cannot Wish You, The Glory Of Love et We Three (My Echo, My Shadow And Me).
- Stevie Wonder : Harmonica sur Only Our Hearts
- Andy Stein : Violon sur It's Only A Paper Moon
- Eddie Karam : Directeur orchestral sur More I Cannot Wish You, We Three (My Echo, My Shadow And Me) et The Inch Worm
- Alan Broadbent : Directeur orchestral et arrangements orchestraux sur Get Yourself Another Fool.
- Assa Drori : Concertmaster sur More I Cannot Wish You et We Three (My Echo, My Shadow And Me)
- Roman Simovic : Concertmaster sur Home (When Shadows Fall), Always, Bye Bye Blackbird et Get Yourself Another Fool
- Orchestre Symphonique de Londres sur Home (When Shadows Fall), My Valentine, Always, Bye Bye Blackbird, Get Yourself Another Fool.
- Children's Choir : Chœurs sur The Inch Worm
- Scottie Haskell : Directrice de la chorale sur The Inch Worm

## Classement par pays
| Classement (2012)                    | Meilleure position |
| ------------------------------------ | ------------------ |
| Australie Classement album           | 25                 |
| Belgique Classement album (Flandre)  | 46                 |
| Belgique Classement album (Wallonie) | 45                 |
| Canada Classement album              | 4                  |
| Pays-Bas Mega Album Top 100          | 5                  |
| Finlande Classement album            | 18                 |
| Hongrie Classement album             | 34                 |
| Norvège Classement album VG-lista    | 9                  |
| Suède Classement album               | 29                 |
| Royaume-Uni Classement album         | 3                  |
| États-Unis Billboard 200             | 5                  |